# ممر خلوي غشائي

The apoplastic and symplastic pathways

الممر الخلوي الغشائي أو أبوبلاست (بالإنجليزية: apoplastic pathway) وهو أن يتحرك الماء والمواد الذائبة فيه في الفراغات عبر الجدر الخلوية والأغشية البلازمية خارج الغشاء الخلوي، وهو أحد مستويات النقل في النبات.